# Імператори династії Мін
Імператори династії Мін

## Династія Мін (明朝; 1368—1644)
| №     | Портрет | рід        | ім'я                     | Роки життя | Роки правління | Девіз                                 | Примітки                    | Посмертне храмове ім'я                                                |
| ----- | ------- | ---------- | ------------------------ | ---------- | -------------- | ------------------------------------- | --------------------------- | --------------------------------------------------------------------- |
| 1     |         | Чжу 朱 Zhū | Юаньчжан 元璋 Yuán-zhāng | 1328—1398  | 1368—1398      | Хуну 洪武 Hóngwǔ                      | Засновник імперії           | Таі-дзу 太祖 Tàizǔ                                                    |
| 2     |         | Чжу 朱 Zhū | Юньвень 允炆 Yǔnwén      | 1377—1402  | 1398—1402      | Цзяньвень 建文 Jiànwén                | онук Юаньчжана.             | Хуейді 惠帝 Hùidì                                                     |
| 3     |         | Чжу 朱 Zhū | Ді 棣 Dì                 | 1360—1424  | 1402—1424      | Юнле 永樂 Yǒnglè                      | син Юаньчжана.              | Тай-дзун (до 1537 р.) 太宗 Tàі-zōng Ченг-дзу (з 1537 р.) 成祖 Chéngzǔ |
| 4     |         | Чжу 朱 Zhū | Гаочі 高熾 Gāochì        | 1378—1425  | 1424—1425      | Хунсі 洪熙 Hóngxī                     | Син Ді                      | Женьдзун 仁宗 Rénzōng                                                 |
| 5     |         | Чжу 朱 Zhū | Чжанцзі 瞻基 Zhān-jī     | 1398—1435  | 1425—1435      | Сюаньде 宣德 Xūan-dé                  | Син Гаочі                   | Сюаньдзун 宣宗 Xūan-zōng                                              |
| 6     |         | Чжу 朱 Zhū | Цічжень 祁鎮 Qí-zhēn     | 1427—1464  | 1435—1449      | Джен-тунг (1435—1449) 正統 Zhèng-tǒng | Син Чжанцзі                 | Їндзун 英宗 Yīngzōng                                                  |
| 7     |         | Чжу 朱 Zhū | Ціюй 祁鈺 Qíyù           | 1428—1457  | 1449—1457      | Цзінтай 景泰 Jǐng-tài                 | Син Чжанцзі і брат Цічжень. | Дайдзун 代宗 Dài-zōng                                                 |
|       |         | Чжу 朱 Zhū | Цічжень 祁鎮 Qízhēn      | 1427—1464  | 1457—1464      | Т'єн-шунь 天順 Tiānshùn               |                             | Їндзун 英宗 Yīng-zōng                                                 |
| 8     |         | Чжу 朱 Zhū | Цзяньшень 見深 Jiànshēn  | 1447—1487  | 1464—1487      | Ченг-хуа 成化 Chéng-huà               | Син Цічженя                 | Сьєн-дзунг 憲宗 Xiàn-zōng                                             |
| 9     |         | Чжу 朱 Zhū | Ютан 祐樘 Yòutáng        | 1470—1505  | 1487—1505      | Хунг-джи 弘治 Hóng-zhì                | Син Цзяньшеня               | Сяо-дзунг 孝宗 Xiào-zōng                                              |
| 10    |         | Чжу 朱 Zhū | Хоучжао 厚照 Hòu-zhào    | 1491—1521  | 1505—1521      | Джен-де 正德 Zhèng-dé                 | Син Ютана                   | Ву-дзунг 武宗 Wǔzōng                                                  |
| 11    |         | Чжу 朱 Zhū | Хоуцун 厚熜 Hòu-cōng     | 1507—1567  | 1521—1567      | Тья-тьінг 嘉靖 Jiā-jìng               | Онук Цзяньшеня              | Ші-дзунг 世宗 Shì-zōng                                                |
| 12    |         | Чжу 朱 Zhū | Цзайхоу 載垕 Zài-hòu     | 1537—1572  | 1567—1572      | Лунг-чінг 隆慶 Lóng-qìng              | Син Хоуцуна.                | Му-дзунг 穆宗 Mù-zōng                                                 |
| 13    |         | Чжу 朱 Zhū | Їцзюнь 翊鈞 Yìjūn        | 1563—1620  | 1572—1620      | Ван-лі 1572—1620 萬曆 Wàn-lì          | Син Цзайхоу                 | Шен-дзунг 神宗 Shén-zōng                                              |
| 14    |         | Чжу 朱 Zhū | Чанло 常洛 Chángluò      | 1585—1620  | 1620           | Таі-чанг 1620 泰昌 Tài-chāng          | Син Їцзюня.                 | Гуанг-дзунг 光宗 Guāng-zōng                                           |
| 15    |         | Чжу 朱 Zhū | Юцзяо 由校 Yóu-xiào      | 1605—1627  | 1620—1627      | Т'єн-чі 天啟 Tiān-qǐ                  | Син Чанло                   | Сі-дзунг 熹宗 Xī-zōng                                                 |
| ѦѦѦ16 |         | Чжу 朱 Zhū | Юцзянь 由檢 Yóu-jiǎn     | 1611—1644  | 1627—1644      | Чунг-джен 1627—1644 崇禎 Chóngzhēn    | Син Чанло.                  | Сі-дзунг 思宗 Sī-zōng                                                 |

## Династія Південна Мін (明朝; 1644—1661)
| Особисте ім'я и титул                    | Реальний статус      | Роки правління і ставка                                                     | Девіз правління        | Значення девізу        |
| ---------------------------------------- | -------------------- | --------------------------------------------------------------------------- | ---------------------- | ---------------------- |
| Чжу Юсун 朱由崧 Zhū Yóusōng (Фу-ван)     | імператор            | 1644—1645 Нанкін                                                            | Хунгуан 弘光 Hóngguāng | Велике Сяйво           |
| Чжу Чанфан 朱常淓 Zhū Chángfāng (Лу-ван) | імператор            | 1645 Ханчжоу                                                                | відсутній              | відсутній              |
| Чжу Їхай 朱以海 Zhū Yǐhǎi (Лу-ван)       | тимчасовий правитель | 1645-1646 Шаосін                                                            | Датун                  | Велика єдність         |
| Чжу Юцзянь 朱聿鍵 Zhū Yóujiàn (Тан-ван)  | імператор            | 1645-1646 Фучжоу                                                            | Лун'у 隆武 Lóngwǔ      | Піднесена Войовничість |
| Чжу Юйюе 朱聿[金粵] Zhū Yùyuè Тан-ван    | імператор            | 1646—1647 Гуанчжоу                                                          | Шао У 紹武 Shàowǔ      | Спадкова Войовничість  |
| Чжу Юлан 朱由榔 Zhū Yóuláng (Гуй-ван)    | тимчасовий правитель | 1646—1659 Чжаоцін, Учжоу, Наньнін, Гуйлінь, джунглі на бірманському кордоні | Юнлі 永曆 Yǒnglì       | Вічне Довголіття       |

## Володарі Тайваню (1661—1683)
| Особисте ім'я і титул                 | Статус               | Роки правління | Девіз правління | Значення девізу  |
| ------------------------------------- | -------------------- | -------------- | --------------- | ---------------- |
| Чжен Ченгун 郑成功 Zhèng Chénggōng    | Головнокомандувач    | 1661—1662      | Юнлі            | Вічне Довголіття |
| Чжен Цзін 鄭經 Zhèng Jīng             | Головнокомандувач    | 1662—1681      | -"-             | -"-              |
| Чжен Кецзан 鄭克[⿱臧土] Zhèng Kèzang | тимчасовий правитель | 1681           | -"-             | -"-              |
| Чжен Кешуан 鄭克塽 Zhèng Kèshuǎng     | тимчасовий правитель | 1681-1683      | -"-             | -"-              |

## Джерело
- Непомнин, Олег Ефимович. История Китая. Эпоха Цин. — Видавнича фірма «Восточная литература» РАН, 2005. — С. 647-650. — ISBN 5-02-018400-4.